# Football Manager 2018
Football Manager 2018 (также Football Manager 18, или FM18) — компьютерная игра в жанре симулятора спортивного менеджера. Часть серии Football Manager. Игра вышла на PC, iOS и Android. Релиз состоялся 10 ноября 2017 года.

## Разработка
В августе 2017 года стало известно, что релиз игры состоится 10 ноября. Игра выйдет для Windows, macOS и Linux. Также, впервые выйдут версии для мобильных телефонов и планшетов. Бета-версия будет запущена на 2 недели раньше полноценного релиза. Игру можно будет заказать через Steam.
В октябре стало известно, что, впервые в истории этой серии игр, футболисты могут совершать каминг-аут. Правда, это не касается реально существующих игроков. Признание в нетрадиционной сексуальной ориентации может сделать только персонаж, созданный компьютером.

## Отзывы и критика
| Сводный рейтинг       | Сводный рейтинг |
| Агрегатор             | Оценка          |
| --------------------- | --------------- |
| GameRankings          | 81,42 %         |
| Metacritic            | 82/100          |
| Иноязычные издания    |                 |
| Издание               | Оценка          |
| GameSpot              | 9/10            |
| GamesRadar+           | 3/5             |
| PC Gamer (US)         | 89 %            |
| Русскоязычные издания |                 |
| Издание               | Оценка          |
| PlayGround.ru         | 7,8/10          |
| «Игры Mail.ru»        | 6,0/10          |

Игра получила преимущественно положительные отзывы.
FM 18 хвалили за обновлённый движок, работу футбольных скаутов и за разнообразие отношений между игроками внутри коллектива футбольной команды. Среди недостатков иногда называли сложный пользовательский интерфейс и слабую графику.
В 2018 году FM 18 заняла первое место в номинации «Спортивная игра года 2017» по мнению сайта Игромания.ру.
Летом 2018 года, благодаря уязвимости в защите Steam Web API, стало известно, что точное количество пользователей сервиса Steam, которые играли в игру хотя бы один раз, составляет 955 508 человек.